# Walter Altmann
Walter Altmann (24 dicembre 1984) è un arbitro di calcio austriaco.

## Carriera
Esordisce in Bundesliga il 21 ottobre 2017 dirigendo Sturm Graz - Mattersburg. Debutta in competizioni UEFA il 27 agosto 2020 arbitrando l'incontro di UEFA Europa League tra Olimpia Lubiana e Víkingur.